# Kami-Musubi
Kami-Musubi eller Kami-Musubi-No-Kami ("gudomligheten som skapar gudomligheter") var en gudinna i japansk mytologi. Hon var moder till åttio söner, bl.a. Ōkuninushi och Suku-Na-Bikona.